# Geumcheon-gu

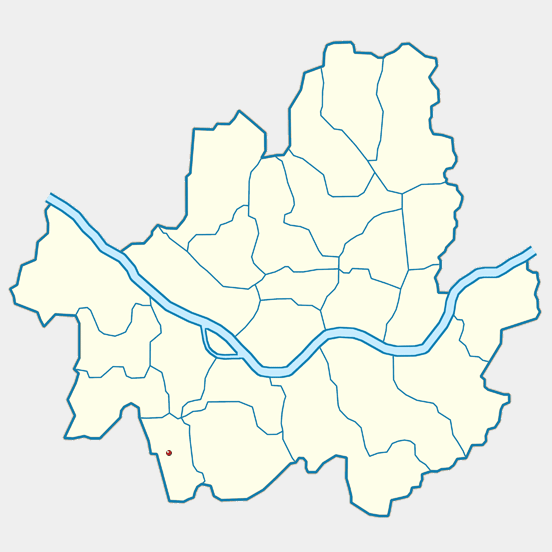
Situation dans Séoul

Geumcheon-gu (hangul : 금천구 ; hanja : 衿川區) est un arrondissement (gu) de Séoul situé au sud du fleuve Han.

## Quartiers
Geumcheon est divisé en quartiers (dong) :
- Gasan-dong (가산동 加山洞)
- Doksan-dong (독산동 禿山洞)
- Siheung-dong (시흥동 始興洞)